# 1971年至1972年英格蘭足總盃
1971/72球季英格蘭足總盃（英語：FA Cup），是第91屆英格蘭足總盃，今屆賽事的冠軍是列斯聯，他們在決賽以1:0擊敗阿仙奴，奪得冠軍。本屆賽事繼續在舊溫布萊球場舉行。
阿仙奴在決賽僅以一球落敗予列斯聯，未能蟬聯足總盃冠軍。

## 外部連結
1. 英格蘭足總盃官網Archive-It的存檔，存档日期2012-04-24
2. 英格蘭足總盃 歷屆冠軍（页面存档备份，存于）